# Élections cantonales de 1976 dans les Côtes-du-Nord
Les élections cantonales se sont déroulées les 7 et 14 mars 1976.
Avant les élections, le conseil général des Côtes-du-Nord est présidé par René Pléven, membre du CDP.
Il comprend 24 conseillers généraux issus des 48 cantons des Côtes-du-Nord.
Pour la première fois, deux femmes font leur entrée dans l'hémicycle départemental :  Michelle Le Brun (PS) dans le canton de Mûr-de-Bretagne et Marie-Madeleine Dienesch (UDR app.) dans le canton de Plouguenast.

## Contexte départemental

### Assemblée départementale sortante
| Parti                                   | Sigle | Élus |
| --------------------------------------- | ----- | ---- |
| Majorité (26 sièges)                    |       |      |
| Divers droite                           | DVD   | 12   |
| Centre démocratie et progrès            | CDP   | 4    |
| Républicains indépendants               | RI    | 3    |
| Centriste                               | CENT  | 3    |
| Centre démocrate                        | CD    | 2    |
| Union des démocrates pour la République | UDR   | 1    |
| Centre gauche                           | CG    | 1    |
| Opposition (22 sièges)                  |       |      |
| Parti socialiste                        | PS    | 12   |
| Parti communiste français               | PCF   | 8    |
| Divers gauche                           | DVG   | 1    |
| Parti socialiste unifié                 | PSU   | 1    |
| Président du conseil général            |       |      |
| René Pleven (CDP)                       |       |      |

## Résultats à l'échelle du département

### Résultats en nombre de sièges
| Parti                                   | Sièges mis en jeu | Élus | Évolution     |
| --------------------------------------- | ----------------- | ---- | ------------- |
| Parti socialiste                        | 6                 | 10   | 4             |
| Divers droite                           | 6                 | 3    | 3             |
| Parti communiste français               | 3                 | 5    | 2             |
| Centre démocratie et progrès            | 2                 | 1    | 1             |
| Républicains indépendants               | 2                 | 1    | 1             |
| Centriste                               | 2                 | 1    | 1             |
| Centre démocrate                        | 1                 | 1    | en stagnation |
| Divers gauche                           | 1                 | 0    | 1             |
| Modérés maj.                            | 1                 | 1    | en stagnation |
| Union des démocrates pour la République | 0                 | 1    | 1             |

### Résultats par canton
| Canton                                                 | Conseiller sortant        | Parti | Parti     | Conseiller élu           | Parti | Parti     |
| ------------------------------------------------------ | ------------------------- | ----- | --------- | ------------------------ | ----- | --------- |
| Bégard                                                 | Claude Guillou            |       | PS        | Noël Bernard             |       | PCF       |
| Belle-Isle-en-Terre                                    | Jean Coantiec             |       | PS        | Jean Coantiec            |       | PS        |
| Broons                                                 | Pierre Douard             |       | DVD       | Maurice Després          |       | PS        |
| Callac                                                 | Félix Leyzour             |       | PCF       | Félix Leyzour            |       | PCF       |
| Caulnes                                                | Bernard Lemarié           |       | CD        | Bernard Lemarié          |       | CD        |
| Collinée                                               | Francisque Plesse         |       | DVD       | Yvon Renault             |       | PCF       |
| Dinan-Est                                              | René Pleven *             |       | CDP       | René Benoît              |       | RI        |
| Guingamp                                               | François Leizour          |       | PCF       | François Leizour         |       | PCF       |
| Gouarec                                                | Léon Launay               |       | PS        | Léon Launay              |       | PS        |
| Lamballe                                               | Sébastien Couépel         |       | Centr.    | Sébastien Couépel        |       | Centr.    |
| Lannion                                                | Frédéric Bourdonnec *     |       | DVD       | Pierre Jagoret           |       | PS        |
| Lanvollon                                              | Pierre Le Coquil *        |       | PS        | Raymond Boizard          |       | PS        |
| Lézardrieux                                            | Yves Le Chevanton *       |       | DVD       | Jean-Yves Simon          |       | PS        |
| Merdrignac                                             | Bernard Sohier            |       | Centre g. | Bernard Sohier           |       | Centre g. |
| Mûr-de-Bretagne                                        | Jean Quéré *              |       | RI        | Michelle Le Brun         |       | PS        |
| Plancoët                                               | Joseph Samson             |       | DVD       | Joseph Samson            |       | DVD       |
| Pléneuf                                                | Guillaume Guédo           |       | CDP       | Guillaume Guédo          |       | CDP       |
| Plœuc-sur-Lié                                          | Louis Morel               |       | PS        | Louis Morel              |       | PS        |
| Plouaret                                               | Norbert Le Jeune *        |       | PCF       | Francis Cadoudal         |       | PCF       |
| Plouguenast                                            | Guy Caro                  |       | DVG       | Marie-Madeleine Dienesch |       | UDR       |
| Quintin                                                | Jean Frotier de Bagneux * |       | RI        | Emmanuel Le Jean         |       | PS        |
| Saint-Brieuc-Midi                                      | Yves Le Foll              |       | PS        | Yves Le Foll             |       | PS        |
| Tréguier                                               | Paul Le Parquer *         |       | DVD       | Yves Le Cozannet         |       | DVD       |
| Uzel                                                   | Paul Paillardon           |       | Mod.      | Paul Paillardon          |       | Mod.      |
| * Conseillers généraux sortants ne se représentant pas |                           |       |           |                          |       |           |

### Assemblée départementale à l'issue des élections
| Parti                                   | Sigle | Élus |
| --------------------------------------- | ----- | ---- |
| Majorité (28 sièges)                    |       |      |
| Parti socialiste                        | PS    | 16   |
| Parti communiste français               | PCF   | 10   |
| Parti socialiste unifié                 | PSU   | 1    |
| Centre gauche                           | CG    | 1    |
| Opposition (20 sièges)                  |       |      |
| Divers droite                           | DVD   | 9    |
| Centre démocratie et progrès            | CDP   | 3    |
| Républicains indépendants               | RI    | 2    |
| Centriste                               | CENT  | 2    |
| Centre démocrate                        | CD    | 2    |
| Union des démocrates pour la République | UDR   | 2    |
| Président du conseil général            |       |      |
| Charles Josselin (PS)                   |       |      |

## Arrondissement de Dinan

### Canton de Dinan-Est
- Conseiller sortant : René Pleven (CDP), élu depuis 1945, ne se représente pas.

| Candidat    | Candidat        | Étiquette   | Premier tour | Premier tour |
| Candidat    | Candidat        | Étiquette   | Voix         | %            |
| ----------- | --------------- | ----------- | ------------ | ------------ |
|             | René Benoît     | RI          | 3 420        | 50,87        |
|             | Guy Le Prince   | PS          | 2 669        | 39,70        |
|             | Raymond Clément | PCF         | 634          | 9,43         |
|             |                 |             |              |              |
| Inscrits    | Inscrits        | Inscrits    | 9 689        | 100,00       |
| Abstentions | Abstentions     | Abstentions | 2 838        | 29,29        |
| Votants     | Votants         | Votants     | 6 851        | 70,71        |
| Exprimés    | Exprimés        | Exprimés    | 6 723        | 69,39        |

### Canton de Broons
- Conseiller sortant : Pierre Douard (DVD), élu depuis 1964.

| Candidat                     | Candidat        | Étiquette   | Premier tour | Premier tour | Second tour | Second tour |
| Candidat                     | Candidat        | Étiquette   | Voix         | %            | Voix        | %           |
| ---------------------------- | --------------- | ----------- | ------------ | ------------ | ----------- | ----------- |
|                              | Maurice Després | PS          | 2 707        | 48,70        | 3 078       | 53,76       |
|                              | Pierre Douard * | DVD         | 2 232        | 40,16        | 2 647       | 46,23       |
|                              | Michel Lécuyer  | PCF         | 619          | 11,14        |             |             |
|                              |                 |             |              |              |             |             |
| Inscrits                     | Inscrits        | Inscrits    | 7 052        | 100,00       | 7 092       | 100,00      |
| Abstentions                  | Abstentions     | Abstentions | 1 364        | 19,34        | 1 292       | 18,22       |
| Votants                      | Votants         | Votants     | 5 688        | 80,66        | 5 800       | 81,78       |
| Exprimés                     | Exprimés        | Exprimés    | 5 558        | 78,81        | 5 725       | 80,72       |
| * Conseiller général sortant |                 |             |              |              |             |             |

### Canton de Caulnes
- Conseiller sortant : Bernard Lemarié (CD), élu depuis 1945.

| Candidat                     | Candidat          | Étiquette   | Premier tour | Premier tour |
| Candidat                     | Candidat          | Étiquette   | Voix         | %            |
| ---------------------------- | ----------------- | ----------- | ------------ | ------------ |
|                              | Bernard Lemarié * | CD          | 2 100        | 64,08        |
|                              | Louis L'Hermitte  | PS          | 736          | 22,46        |
|                              | Daniel Robert     | PCF         | 441          | 13,46        |
|                              |                   |             |              |              |
| Inscrits                     | Inscrits          | Inscrits    | 4 193        | 100,00       |
| Abstentions                  | Abstentions       | Abstentions | 795          | 18,96        |
| Votants                      | Votants           | Votants     | 3 398        | 81,04        |
| Exprimés                     | Exprimés          | Exprimés    | 3 277        | 78,15        |
| * Conseiller général sortant |                   |             |              |              |

### Canton de Collinée
- Conseiller sortant : Francisque Plesse (DVD), élu depuis 1951.

| Candidat                     | Candidat            | Étiquette   | Premier tour | Premier tour | Second tour | Second tour |
| Candidat                     | Candidat            | Étiquette   | Voix         | %            | Voix        | %           |
| ---------------------------- | ------------------- | ----------- | ------------ | ------------ | ----------- | ----------- |
|                              | Georges Albert      | DVD         | 1 340        | 45,18        | 1 465       | 48,38       |
|                              | Yvon Renault        | PCF         | 992          | 33,44        | 1 563       | 51,62       |
|                              | Pascal Ory          | PS          | 552          | 18,61        | Retrait     | Retrait     |
|                              | Guy Caro            | CAB         | 67           | 2,26         |             |             |
|                              | Francisque Plesse * | DVD         | 15           | 0,50         |             |             |
|                              |                     |             |              |              |             |             |
| Inscrits                     | Inscrits            | Inscrits    | 3 532        | 100,00       | 3 531       | 100,00      |
| Abstentions                  | Abstentions         | Abstentions | 525          | 14,86        | 468         | 13,25       |
| Votants                      | Votants             | Votants     | 3 007        | 85,13        | 3 063       | 86,74       |
| Exprimés                     | Exprimés            | Exprimés    | 2 966        | 83,97        | 3 028       | 85,75       |
| * Conseiller général sortant |                     |             |              |              |             |             |

### Canton de Merdrignac
- Conseiller sortant : Bernard Sohier (Centre g.), élu depuis 1970.

| Candidat                     | Candidat         | Étiquette   | Premier tour | Premier tour |
| Candidat                     | Candidat         | Étiquette   | Voix         | %            |
| ---------------------------- | ---------------- | ----------- | ------------ | ------------ |
|                              | Bernard Sohier * | Centre g.   | 2 536        | 55,47        |
|                              | Pierre Gilles    | PCF         | 884          | 19,33        |
|                              | Joseph Cochet    | PS          | 728          | 15,92        |
|                              | Roger Besnard    | Soc.ind.    | 424          | 9,27         |
|                              |                  |             |              |              |
| Inscrits                     | Inscrits         | Inscrits    | 5 957        | 100,00       |
| Abstentions                  | Abstentions      | Abstentions | 1 316        | 22,09        |
| Votants                      | Votants          | Votants     | 4 641        | 77,91        |
| Exprimés                     | Exprimés         | Exprimés    | 4 572        | 76,75        |
| * Conseiller général sortant |                  |             |              |              |

### Canton de Plancoët
- Conseiller sortant : Joseph Samson (DVD), élu depuis 1970.

| Candidat                     | Candidat        | Étiquette   | Premier tour | Premier tour |
| Candidat                     | Candidat        | Étiquette   | Voix         | %            |
| ---------------------------- | --------------- | ----------- | ------------ | ------------ |
|                              | Joseph Samson * | DVD         | 3 052        | 50,75        |
|                              | Jean Gaubert    | PS          | 2 274        | 37,81        |
|                              | Joseph Rouxel   | PCF         | 688          | 11,44        |
|                              |                 |             |              |              |
| Inscrits                     | Inscrits        | Inscrits    | 7 644        | 100,00       |
| Abstentions                  | Abstentions     | Abstentions | 1 468        | 19,20        |
| Votants                      | Votants         | Votants     | 6 176        | 80,79        |
| Exprimés                     | Exprimés        | Exprimés    | 6 014        | 78,67        |
| * Conseiller général sortant |                 |             |              |              |

## Arrondissement de Guingamp

### Canton de Guingamp
- Conseiller sortant : François Leizour (PCF), élu depuis 1964.

| Candidat                     | Candidat           | Étiquette   | Premier tour | Premier tour | Second tour | Second tour |
| Candidat                     | Candidat           | Étiquette   | Voix         | %            | Voix        | %           |
| ---------------------------- | ------------------ | ----------- | ------------ | ------------ | ----------- | ----------- |
|                              | François Leizour * | PCF         | 4 047        | 42,25        | 6 241       | 63,31       |
|                              | Maurice Briand     | PS          | 2 969        | 30,99        | Retrait     | Retrait     |
|                              | Pierre Pasquiou    | DVD         | 1 521        | 15,88        | 3 616       | 36,68       |
|                              | Jacques Le Solleu  | DVD         | 1 042        | 10,88        |             |             |
|                              | Yvonne Plouzennec  | RI          | 0            | 0,00         |             |             |
|                              |                    |             |              |              |             |             |
| Inscrits                     | Inscrits           | Inscrits    | 13 702       | 100,00       | 13 694      | 100,00      |
| Abstentions                  | Abstentions        | Abstentions | 3 977        | 29,02        | 3 552       | 25,94       |
| Votants                      | Votants            | Votants     | 9 725        | 70,97        | 10 142      | 74,06       |
| Exprimés                     | Exprimés           | Exprimés    | 9 579        | 69,91        | 9 857       | 71,98       |
| * Conseiller général sortant |                    |             |              |              |             |             |

### Canton de Bégard
- Conseiller sortant : Claude Guillou (PS), élu depuis 1970.

| Candidat                     | Candidat         | Étiquette   | Premier tour | Premier tour | Second tour | Second tour |
| Candidat                     | Candidat         | Étiquette   | Voix         | %            | Voix        | %           |
| ---------------------------- | ---------------- | ----------- | ------------ | ------------ | ----------- | ----------- |
|                              | Noël Bernard     | PCF         | 1 894        | 41,76        | 2 604       | 55,58       |
|                              | Michel Personnic | DVD         | 1 523        | 33,58        | 2 081       | 44,42       |
|                              | Claude Guillou * | PS          | 1 118        | 24,65        | Retrait     | Retrait     |
|                              |                  |             |              |              |             |             |
| Inscrits                     | Inscrits         | Inscrits    | 5 412        | 100,00       | 5 407       | 100,00      |
| Abstentions                  | Abstentions      | Abstentions | 824          | 15,22        | 662         | 12,24       |
| Votants                      | Votants          | Votants     | 4 588        | 84,77        | 4 745       | 87,76       |
| Exprimés                     | Exprimés         | Exprimés    | 4 535        | 83,79        | 4 685       | 86,65       |
| * Conseiller général sortant |                  |             |              |              |             |             |

### Canton de Belle-Isle-en-Terre
- Conseiller sortant : Jean Coantiec (PS), élu depuis 1952.

| Candidat                     | Candidat        | Étiquette   | Premier tour | Premier tour |
| Candidat                     | Candidat        | Étiquette   | Voix         | %            |
| ---------------------------- | --------------- | ----------- | ------------ | ------------ |
|                              | Jean Coantiec * | PS          | 2 402        | 64,41        |
|                              | Denis Lachiver  | PCF         | 1 327        | 35,58        |
|                              |                 |             |              |              |
| Inscrits                     | Inscrits        | Inscrits    | 5 048        | 100,00       |
| Abstentions                  | Abstentions     | Abstentions | 1 181        | 23,39        |
| Votants                      | Votants         | Votants     | 3 867        | 76,60        |
| Exprimés                     | Exprimés        | Exprimés    | 3 729        | 73,87        |
| * Conseiller général sortant |                 |             |              |              |

### Canton de Callac
- Conseiller sortant : Félix Leyzour (PCF), élu depuis 1970.

| Candidat                     | Candidat        | Étiquette   | Premier tour | Premier tour |
| Candidat                     | Candidat        | Étiquette   | Voix         | %            |
| ---------------------------- | --------------- | ----------- | ------------ | ------------ |
|                              | Félix Leyzour * | PCF         | 3 299        | 73,02        |
|                              | Jean Destrée    | PS          | 1 219        | 26,98        |
|                              |                 |             |              |              |
| Inscrits                     | Inscrits        | Inscrits    | 7 249        | 100,00       |
| Abstentions                  | Abstentions     | Abstentions | 1 842        | 25,41        |
| Votants                      | Votants         | Votants     | 5 407        | 74,59        |
| Exprimés                     | Exprimés        | Exprimés    | 4 518        | 62,32        |
| * Conseiller général sortant |                 |             |              |              |

### Canton de Gouarec
- Conseiller sortant : Léon Launay (PS), élu depuis 1960.

| Candidat                     | Candidat      | Étiquette   | Premier tour | Premier tour |
| Candidat                     | Candidat      | Étiquette   | Voix         | %            |
| ---------------------------- | ------------- | ----------- | ------------ | ------------ |
|                              | Léon Launay * | PS          | 2 110        | 76,53        |
|                              | Julien Thomas | PCF         | 647          | 23,47        |
|                              |               |             |              |              |
| Inscrits                     | Inscrits      | Inscrits    | 3 545        | 100,00       |
| Abstentions                  | Abstentions   | Abstentions | 668          | 18,84        |
| Votants                      | Votants       | Votants     | 2 877        | 81,16        |
| Exprimés                     | Exprimés      | Exprimés    | 2 757        | 77,77        |
| * Conseiller général sortant |               |             |              |              |

### Canton de Mûr-de-Bretagne
- Conseiller sortant : Jean Quéré (RI), élu depuis 1958, ne se représente pas.

| Candidat                     | Candidat         | Étiquette       | Premier tour | Premier tour | Second tour | Second tour |
| Candidat                     | Candidat         | Étiquette       | Voix         | %            | Voix        | %           |
| ---------------------------- | ---------------- | --------------- | ------------ | ------------ | ----------- | ----------- |
|                              | Michelle Le Brun | PS              | 1 075        | 41,57        | 1 457       | 54,14       |
|                              | Roger Quéno      | DVD (Maj.prés.) | 996          | 38,51        | 1 234       | 45,85       |
|                              | Francis Kerveno  | Centre g.       | 314          | 12,14        | Retrait     | Retrait     |
|                              | Alain Prigent    | PCF             | 201          | 7,77         |             |             |
|                              |                  |                 |              |              |             |             |
| Inscrits                     | Inscrits         | Inscrits        | 3 033        | 100,00       | 3 031       | 100,00      |
| Abstentions                  | Abstentions      | Abstentions     | 416          | 13,71        | 307         | 10,13       |
| Votants                      | Votants          | Votants         | 2 617        | 86,28        | 2 724       | 89,87       |
| Exprimés                     | Exprimés         | Exprimés        | 2 586        | 85,26        | 2 691       | 88,78       |
| * Conseiller général sortant |                  |                 |              |              |             |             |

## Arrondissement de Lannion

### Canton de Lannion
- Conseiller sortant : Frédéric Bourdonnec (DVD), élu depuis 1967, ne se représente pas.

| Candidat    | Candidat        | Étiquette       | Premier tour | Premier tour | Second tour | Second tour |
| Candidat    | Candidat        | Étiquette       | Voix         | %            | Voix        | %           |
| ----------- | --------------- | --------------- | ------------ | ------------ | ----------- | ----------- |
|             | René Guillou    | DVD (Maj.prés.) | 3 500        | 38,57        | 5 512       | 56,67       |
|             | Pierre Jagoret  | PS              | 3 012        | 33,19        | 4 215       | 43,33       |
|             | Jean Le Lagadec | PCF             | 1 966        | 21,66        | Retrait     | Retrait     |
|             | Loïg Kervoas    | UDB             | 596          | 6,57         |             |             |
|             |                 |                 |              |              |             |             |
| Inscrits    | Inscrits        | Inscrits        | 12 757       | 100,00       | 12 757      | 100,00      |
| Abstentions | Abstentions     | Abstentions     | 3 562        | 27,92        | 2 905       | 22,77       |
| Votants     | Votants         | Votants         | 9 195        | 72,08        | 9 852       | 77,23       |
| Exprimés    | Exprimés        | Exprimés        | 9 074        | 71,13        | 9 727       | 76,25       |

### Canton de Lézardrieux
- Conseiller sortant : Yves Le Chevanton (DVD), élu depuis 1970, ne se représente pas.

| Candidat    | Candidat         | Étiquette   | Premier tour | Premier tour | Second tour | Second tour |
| Candidat    | Candidat         | Étiquette   | Voix         | %            | Voix        | %           |
| ----------- | ---------------- | ----------- | ------------ | ------------ | ----------- | ----------- |
|             | Jean-Yves Simon  | PS          | 1 999        | 36,46        | 2 742       | 46,75       |
|             | Marcel Le Corre  | DVG         | 1 426        | 26,01        | 1 418       | 24,18       |
|             | Jean Moreau      | DVD         | 1 310        | 23,89        | 1 705       | 29,07       |
|             | Jean-Yvon Arhant | CD          | 401          | 7,31         |             |             |
|             | Guy Rieunier     | PCF         | 347          | 6,33         |             |             |
|             |                  |             |              |              |             |             |
| Inscrits    | Inscrits         | Inscrits    | 7 264        | 100,00       | 7 263       | 100,00      |
| Abstentions | Abstentions      | Abstentions | 1 699        | 23,39        | 1 368       | 18,83       |
| Votants     | Votants          | Votants     | 5 565        | 76,61        | 5 895       | 81,16       |
| Exprimés    | Exprimés         | Exprimés    | 5 483        | 75,48        | 5 865       | 80,75       |

### Canton de Plouaret
- Conseiller sortant : Norbert Le Jeune (PCF), élu depuis 1951, ne se représente pas.

| Candidat    | Candidat         | Étiquette   | Premier tour | Premier tour | Second tour | Second tour |
| Candidat    | Candidat         | Étiquette   | Voix         | %            | Voix        | %           |
| ----------- | ---------------- | ----------- | ------------ | ------------ | ----------- | ----------- |
|             | Francis Cadoudal | PCF         | 2 996        | 47,08        | 3 865       | 56,98       |
|             | Yves Le Parquer  | DVD         | 2 229        | 35,02        | 2 918       | 43,02       |
|             | Jean Le Bricquir | PS          | 1 139        | 17,90        |             |             |
|             |                  |             |              |              |             |             |
| Inscrits    | Inscrits         | Inscrits    | 8 120        | 100,00       | 8 114       | 100,00      |
| Abstentions | Abstentions      | Abstentions | 1 667        | 20,53        | 1 230       | 15,16       |
| Votants     | Votants          | Votants     | 6 453        | 79,47        | 6 884       | 84,84       |
| Exprimés    | Exprimés         | Exprimés    | 6 364        | 78,37        | 6 783       | 83,59       |

### Canton de Tréguier
- Conseiller sortant : Paul Le Parquer (DVD), élu depuis 1960, ne se représente pas.

| Candidat                     | Candidat         | Étiquette   | Premier tour | Premier tour | Second tour | Second tour |
| Candidat                     | Candidat         | Étiquette   | Voix         | %            | Voix        | %           |
| ---------------------------- | ---------------- | ----------- | ------------ | ------------ | ----------- | ----------- |
|                              | Yves Le Cozannet | DVD         | 3 169        | 47,04        | 3 760       | 52,78       |
|                              | François Gégou   | PCF         | 2 041        | 30,30        | 3 364       | 47,22       |
|                              | Henri Marqué     | PS          | 1 526        | 22,65        | Retrait     | Retrait     |
|                              |                  |             |              |              |             |             |
| Inscrits                     | Inscrits         | Inscrits    | 9 175        | 100,00       | 9 174       | 100,00      |
| Abstentions                  | Abstentions      | Abstentions | 2 339        | 25,49        | 1 931       | 21,05       |
| Votants                      | Votants          | Votants     | 6 836        | 74,51        | 7 243       | 78,95       |
| Exprimés                     | Exprimés         | Exprimés    | 6 736        | 73,41        | 7 124       | 77,65       |
| * Conseiller général sortant |                  |             |              |              |             |             |

## Arrondissement de Saint-Brieuc

### Canton de Saint-Brieuc-Midi
- Conseiller sortant : Yves Le Foll (PS), élu depuis 1965.

| Candidat                     | Candidat         | Étiquette       | Premier tour | Premier tour | Second tour | Second tour |
| Candidat                     | Candidat         | Étiquette       | Voix         | %            | Voix        | %           |
| ---------------------------- | ---------------- | --------------- | ------------ | ------------ | ----------- | ----------- |
|                              | Yves Le Foll *   | PS              | 6 590        | 28,27        | 13 413      | 53,66       |
|                              | Jean Prual       | PCF             | 6 460        | 27,72        | Retrait     | Retrait     |
|                              | Jean Tassel      | UDR             | 4 172        | 17,90        | 11 581      | 46,33       |
|                              | Paul Lavollée    | DVD             | 3 350        | 14,37        |             |             |
|                              | Charles Gaudu    | DVD (Maj.prés.) | 2 398        | 10,29        |             |             |
|                              | Maurice Héger    | SE              | 207          | 0,89         |             |             |
|                              | Maurice Mallargé | PLF             | 130          | 0,56         |             |             |
|                              |                  |                 |              |              |             |             |
| Inscrits                     | Inscrits         | Inscrits        | 36 524       | 100,00       | 36 458      | 100,00      |
| Abstentions                  | Abstentions      | Abstentions     | 12 667       | 34,68        | 10 862      | 29,79       |
| Votants                      | Votants          | Votants         | 23 857       | 65,32        | 25 596      | 70,21       |
| Exprimés                     | Exprimés         | Exprimés        | 23 307       | 63,81        | 24 994      | 68,55       |
| * Conseiller général sortant |                  |                 |              |              |             |             |

### Canton de Lamballe
- Conseiller sortant : Sébastien Couépel (Centriste), élu depuis 1970.

| Candidat                     | Candidat             | Étiquette   | Premier tour | Premier tour |
| Candidat                     | Candidat             | Étiquette   | Voix         | %            |
| ---------------------------- | -------------------- | ----------- | ------------ | ------------ |
|                              | Sébastien Couépel *  | Centriste   | 4 401        | 58,48        |
|                              | Marie-Ange Rouxel    | PS          | 2 339        | 31,08        |
|                              | Claire Le Corvaisier | PCF         | 785          | 10,43        |
|                              |                      |             |              |              |
| Inscrits                     | Inscrits             | Inscrits    | 10 059       | 100,00       |
| Abstentions                  | Abstentions          | Abstentions | 2 369        | 23,55        |
| Votants                      | Votants              | Votants     | 7 690        | 76,45        |
| Exprimés                     | Exprimés             | Exprimés    | 7 525        | 74,81        |
| * Conseiller général sortant |                      |             |              |              |

### Canton de Lanvollon
- Conseiller sortant : Pierre Le Coquil (PS), élu depuis 1964, ne se représente pas.

| Candidat    | Candidat          | Étiquette   | Premier tour | Premier tour | Second tour | Second tour |
| Candidat    | Candidat          | Étiquette   | Voix         | %            | Voix        | %           |
| ----------- | ----------------- | ----------- | ------------ | ------------ | ----------- | ----------- |
|             | Raymond Boizard   | PS          | 1 740        | 43,37        | 2 523       | 58,62       |
|             | Jacques Seïté     | DVD         | 1 401        | 34,92        | 1 781       | 41,38       |
|             | Jean-Yves Le Guen | PCF         | 492          | 12,26        |             |             |
|             | Jean Lalès        | Centre g.   | 379          | 9,44         |             |             |
|             |                   |             |              |              |             |             |
| Inscrits    | Inscrits          | Inscrits    | 5 350        | 100,00       | 5 351       | 100,00      |
| Abstentions | Abstentions       | Abstentions | 1 278        | 23,89        | 983         | 18,37       |
| Votants     | Votants           | Votants     | 4 072        | 76,11        | 4 368       | 81,63       |
| Exprimés    | Exprimés          | Exprimés    | 4 012        | 74,99        | 4 304       | 80,43       |

### Canton de Pléneuf
- Conseiller sortant : Guillaume Guédo (CDP), élu depuis 1964.

| Candidat                     | Candidat          | Étiquette   | Premier tour | Premier tour | Second tour | Second tour |
| Candidat                     | Candidat          | Étiquette   | Voix         | %            | Voix        | %           |
| ---------------------------- | ----------------- | ----------- | ------------ | ------------ | ----------- | ----------- |
|                              | Guillaume Guédo * | CDP         | 2 938        | 47,86        | 3 370       | 51,91       |
|                              | Joseph Erhel      | PCF         | 1 933        | 31,49        | 3 122       | 48,09       |
|                              | Sébastien Le Goff | PS          | 1 267        | 20,64        | Retrait     | Retrait     |
|                              |                   |             |              |              |             |             |
| Inscrits                     | Inscrits          | Inscrits    | 8 331        | 100,00       | 8 331       | 100,00      |
| Abstentions                  | Abstentions       | Abstentions | 2 015        | 24,18        | 1 688       | 20,26       |
| Votants                      | Votants           | Votants     | 6 316        | 75,81        | 6 643       | 79,74       |
| Exprimés                     | Exprimés          | Exprimés    | 6 138        | 73,67        | 6 492       | 77,92       |
| * Conseiller général sortant |                   |             |              |              |             |             |

### Canton de Plœuc-sur-Lié
- Conseiller sortant : Louis Morel (PS), élu depuis 1945.

| Candidat                     | Candidat           | Étiquette   | Premier tour | Premier tour |
| Candidat                     | Candidat           | Étiquette   | Voix         | %            |
| ---------------------------- | ------------------ | ----------- | ------------ | ------------ |
|                              | Louis Morel *      | PS          | 2 403        | 54,51        |
|                              | Arthur Charles     | DVD         | 1 534        | 34,80        |
|                              | Jean-Paul Delepine | PCF         | 471          | 10,68        |
|                              |                    |             |              |              |
| Inscrits                     | Inscrits           | Inscrits    | 5 720        | 100,00       |
| Abstentions                  | Abstentions        | Abstentions | 1 224        | 21,40        |
| Votants                      | Votants            | Votants     | 4 496        | 78,60        |
| Exprimés                     | Exprimés           | Exprimés    | 4 408        | 77,06        |
| * Conseiller général sortant |                    |             |              |              |

### Canton de Plouguenast
- Conseiller sortant : Guy Caro (DVG), élu depuis 1970, se présente dans le canton de Collinée.

| Candidat    | Candidat                 | Étiquette   | Premier tour | Premier tour |
| Candidat    | Candidat                 | Étiquette   | Voix         | %            |
| ----------- | ------------------------ | ----------- | ------------ | ------------ |
|             | Marie-Madeleine Dienesch | UDR         | 2 534        | 55,15        |
|             | Simone Darcel            | PS          | 1 875        | 40,80        |
|             | Denis Mahé               | PCF         | 186          | 4,05         |
|             |                          |             |              |              |
| Inscrits    | Inscrits                 | Inscrits    | 5 297        | 100,00       |
| Abstentions | Abstentions              | Abstentions | 662          | 12,50        |
| Votants     | Votants                  | Votants     | 4 635        | 87,50        |
| Exprimés    | Exprimés                 | Exprimés    | 4 595        | 86,75        |

### Canton de Quintin
- Conseiller sortant : Jean Frotier de Bagneux (RI), élu depuis 1951, ne se représente pas.

| Candidat    | Candidat         | Étiquette   | Premier tour | Premier tour | Second tour | Second tour |
| Candidat    | Candidat         | Étiquette   | Voix         | %            | Voix        | %           |
| ----------- | ---------------- | ----------- | ------------ | ------------ | ----------- | ----------- |
|             | Emmanuel Le Jean | PS          | 1 719        | 37,86        | 2 575       | 55,40       |
|             | Jean Bothorel    | DVD         | 1 431        | 31,52        | 2 073       | 44,60       |
|             | Joseph Hillion   | Centre g.   | 1 125        | 24,78        |             |             |
|             | Francis Amisse   | PCF         | 265          | 5,84         |             |             |
|             |                  |             |              |              |             |             |
| Inscrits    | Inscrits         | Inscrits    | 5 473        | 100,00       | 5 472       | 100,00      |
| Abstentions | Abstentions      | Abstentions | 883          | 16,13        | 756         | 13,81       |
| Votants     | Votants          | Votants     | 4 590        | 83,87        | 4 716       | 86,18       |
| Exprimés    | Exprimés         | Exprimés    | 4 540        | 82,95        | 4 648       | 84,94       |

### Canton d'Uzel
- Conseiller sortant : Paul Paillardon (Mod.), élu depuis 1970.

| Candidat                     | Candidat          | Étiquette   | Premier tour | Premier tour |
| Candidat                     | Candidat          | Étiquette   | Voix         | %            |
| ---------------------------- | ----------------- | ----------- | ------------ | ------------ |
|                              | Paul Paillardon * | Mod.        | 1 454        | 53,87        |
|                              | Joseph Hillion    | PS          | 1 117        | 41,38        |
|                              | Roger Henry       | PCF         | 128          | 4,74         |
|                              |                   |             |              |              |
| Inscrits                     | Inscrits          | Inscrits    | 3 897        | 100,00       |
| Abstentions                  | Abstentions       | Abstentions | 1 116        | 28,64        |
| Votants                      | Votants           | Votants     | 2 781        | 71,36        |
| Exprimés                     | Exprimés          | Exprimés    | 2 699        | 69,26        |
| * Conseiller général sortant |                   |             |              |              |